# Rogadinae
Rogadinae – podrodzina błonkówek z rodziny męczelkowatych.

## Zasięg występowania
Podrodzina obejmuje gatunki występujące na całym świecie.                  

## Budowa ciała
Imago osiągają 1-8 mm długości ciała. Nadustek wąski, zaś wklęsła warga górna otoczona jest od strony brzusznej przez parę żuwaczek. U niektórych gatunków żeberko biegnące przez środek pierwszego tergitu metasomy od jego przedniego końca, nie dochodzi do tylnego końca. Żeberko potyliczne obecne, choć nie zawsze kompletne na czubku głowy.

## Biologia i ekologia
Rogadinae są koinobiontycznymi parazytoidami gąsienic motyli. Przed  przepoczwarczeniem larwy mumifikują ciało żywiciela (poprzez pogrubienie i stwardnienie jego skóry) i w niej się przeobrażają.

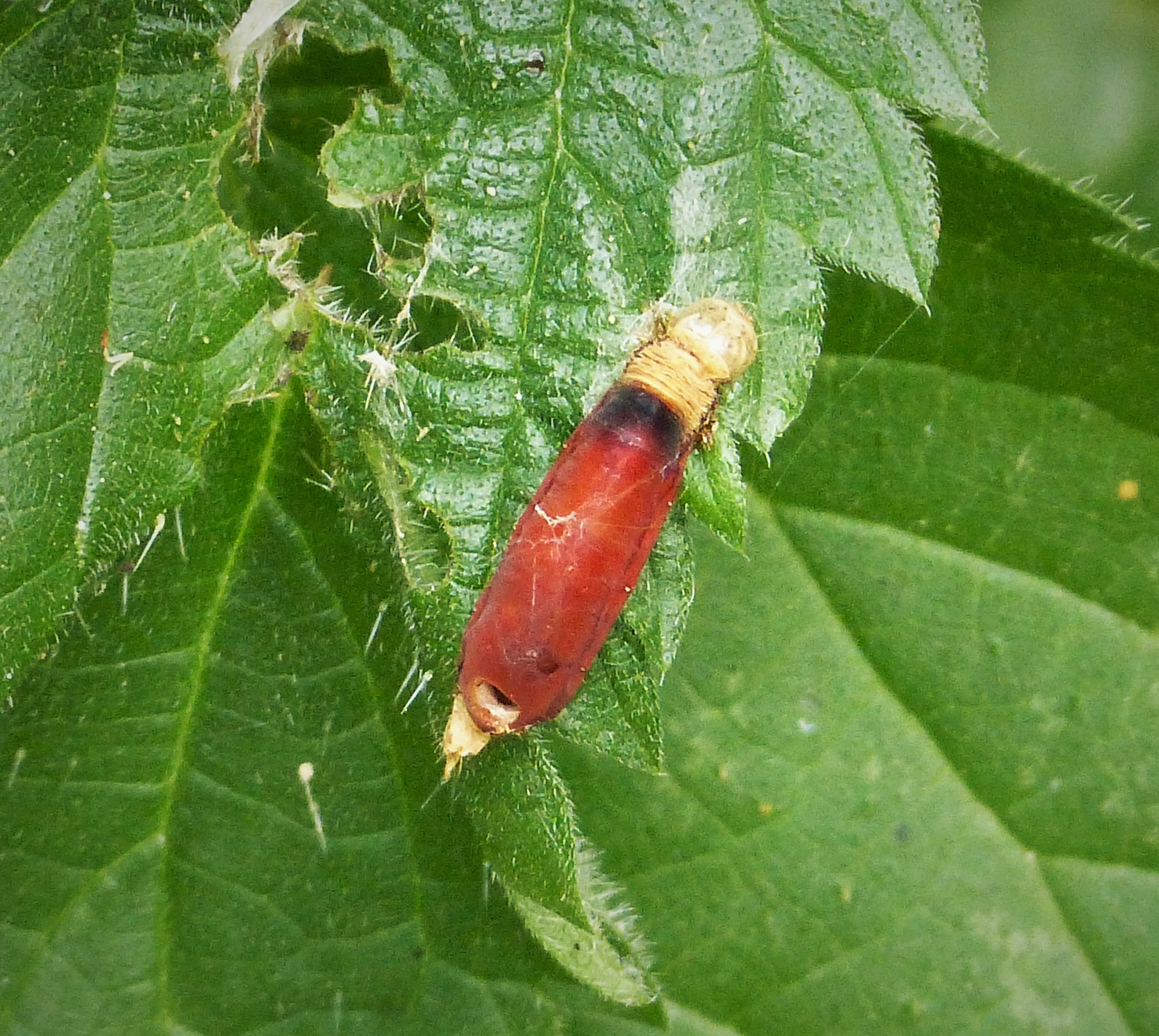
Gąsienica zmumifikowana przez larwę z rodzaju Aleiodes

## Systematyka
Do Rogadinae zalicza się ponad 1000 (cały czas opisywane są nowe) gatunków zgrupowanych w 5 plemionach:
Plemię: Aleiodini
- Aleiodes
- Heterogamus

Plemię: Clinocentrini
- Clinocentrus
- Kerevata

Plemię: Rogadini
- Podplemię: Rogadina
  - Bulborogas
  - Confusocentrus
  - Cornutorogas
  - Megarhogas
  - Quasimodorogas
  - Rhinoprotoma
  - Teresirogas
  - Vietorogas
- Podplemię: Spinariina
  - Conspinaria
  - Spinaria

Plemię: Stiropiini van Achterberg, 1993
- Choreborogas
- Polystenidia
- Stiropius

Plemię: Yeliconini Facitorini [syn. Belokobylskij et al. (2008)]
- Asiabregma
- Conobregma
- Facitorus
- Jannya
- Yelicones